# بايفيي بلتكوسكي
بايفيي بلتكوسكي دبلوماسية وسياسية فنلندية من مواليد عام 1968، شغلت منصب رئيس مكتب تمثيل فنلندا في رام الله لدى السلطة الفلسطينية منذ تسليمها أوراق اعتمادها عام 2020 وحتى انتهاء مهامها في يوليو 2024.

## حياتها
تحمل درجة الماجستير في العلوم السياسية من جامعة هلسنكي. بدأت العمل مع وزارة الشؤون الخارجية الفنلندية عام 1998، وعملت في سفارات فنلندا لدى موسكو وتالين وسانت بطرسبرغ. كما كانت رئيسًا لوحدة أوروبا الشرقية وآسيا الوسطى من عام 2014 إلى عام 2020 في وزارة الخارجية.
سلمت أوراق اعتمادها في 16 سبتمبر 2020 إلى وزير الخارجية الفلسطيني رياض المالكي.
في أبريل 2024، صدر قرار تعيين لها لتولي منصب سفير فنلندا لدى قبرص.

## جوائز مستلمة
في 11 يوليو 2024، منحها الرئيس الفلسطيني محمود عباس درجة «نجمة الصداقة» من وسام الرئيس محمود عباس وذلك: «تقديرا لدورها المتميز في تعزيز علاقات الصداقة والتعاون بين فلسطين وفنلندا، وتثمينا لجهودها في دعم الشعب الفلسطيني ونصرة قضيته العادلة لنيل حريته واستقلاله.»